# Bukit Menirang
Bukit Menirang är en kulle i Indonesien.   Den ligger i provinsen Aceh, i den västra delen av landet, 1 500 km nordväst om huvudstaden Jakarta. Toppen på Bukit Menirang är 59 meter över havet.
Terrängen runt Bukit Menirang är platt.Runt Bukit Menirang är det ganska tätbefolkat, med 172 invånare per kvadratkilometer. I omgivningarna runt Bukit Menirang växer i huvudsak städsegrön lövskog.